# Conrad (Zaandamse scheepswerf)
De Conrad was een scheepswerf in Zaandam, aan het Zijkanaal G, dat de Zaan na de inpoldering van Het IJ met het Noordzeekanaal verbindt.
De scheefswerf is na goedkeuring van de Zaanse gemeenteraad in 1912 gesticht als uitbreiding van de gelijknamige oudere Haarlemse scheepswerf, Conrad.
Scheepswerf de Conrad is gesloten in 1940 en daaropvolgend gesloopt in 1941.
Sinds 2010 staat er op deze plek een nieuwbouwcomplex genaamd De Conrad. In dit complex staat Lotus, met 72 meter een van de hoogste woontorens van Noord-Holland boven Het IJ.